# Ghate Swathi
Ghate Swathi (ur. 16 stycznia 1980) – indyjska szachistka, arcymistrzyni od 2004 roku.

## Kariera szachowa
W latach 1992–1998 wielokrotnie reprezentowała Indie na mistrzostwach świata juniorek w różnych kategoriach wiekowych. Pomiędzy 1998 a 2008 r. czterokrotnie uczestniczyła w szachowych olimpiadach. W 1999 r. zdobyła brązowy, a w 2005 r. – srebrny medal drużynowych mistrzostw Azji. Jest czterokrotną medalistką indywidualnych mistrzostw Indii: złotą (2006), srebrną (2005) oraz dwukrotnie brązową (2001, 2002).
W 2002 r. wystąpiła w rozegranym w Hajdarabadzie turnieju o Puchar Świata (w swojej grupie eliminacyjnej zajęła V miejsce i nie awansowała do ćwierćfinału). Normy na tytuł arcymistrzyni wypełniła w latach 2002 (w Pardubicach, turniej Czech Open), 2003 (w Edynburgu, mistrzostwa Wielkiej Brytanii) oraz 2004 (w Gibraltarze, turniej Gibraltar Chess Festival). Trzykrotnie (Seeduwa 2001, Dhaka 2003, Dhaka 2007) zajmowała II miejsca w turniejach strefowych, nie zdobywając jednak awansu do turniejów o mistrzostwo świata.
Najwyższy ranking w karierze osiągnęła 1 października 2006 r., z wynikiem 2385 punktów zajmowała wówczas 78. miejsce na światowej liście FIDE, jednocześnie zajmując 3. miejsce (za Humpy Koneru i Subbaraman Vijayalakshmi) wśród indyjskich szachistek.